# Henry Stauf
Henry Stauf is het hoofdpersonage uit de 7th Guest serie.

## Levensloop
Henry Stauf, de zoon van een ongetrouwde 'werkende vrouw', groeide op in het weeshuis Vincent's Orphanage in Hell's Kitchen. Wegens zijn gewelddadige gedrag, het vele stelen en liegen werd Stauf als jongvolwassene in een tuchtschool geplaatst. Op een dag was Stauf het zat en besloot om te gaan rondzwerven. Stauf hield zichzelf in leven, door middel van het overvallen van winkels en mensen. Op een dag in 1935, terwijl de oude Grace Willet van koor oefening naar huis liep werd ze door Stauf overvallen. Deze sloeg met een hamer in op haar hoofd waarbij Willet om het leven kwam. Stauf, die wist dat hij nu echt in de problemen zat, vluchtte vervolgens de bossen in om zich daar schuil te houden. Tijdens zijn verblijf in het bos kreeg Stauf een visioen over een prachtige pop. Stemmen in zijn hoofd vertelden dat Stauf de pop moest maken wat hij vervolgens deed. De pop ruilde Stauf, in Benny's Café, in het dorpje Harley-on-the-Hudson met de eigenaar voor wat voedsel en een slaapplek. Diezelfde nacht kreeg Stauf wederom een visioen die hem opdroeg ander speelgoed te maken. Door het succes van zijn speelgoed kon Stauf zijn zwervend bestaan opgeven. Hij opende een eigen speelgoedwinkel, Wonderworld and Puzzles, en werd een gerespecteerd man binnen Harley. Na verloop van tijd begonnen tientallen kinderen, die speelgoed van Stauf hadden, geïnfecteerd te raken door een dodelijk virus. Stauf sloot direct zijn winkel en begon met het bouwen van een landhuis op een heuvel aan de rand van het dorpje. Nadat het landhuis af was verbrak Stauf alle contact met het dorp, totdat op een dag op zes adressen in het dorpje een uitnodiging binnenkwam. De genodigden, allen nieuwsgierig accepteerden de uitnodiging en gingen naar Stauf's landhuis. Later die nacht, na een spelletje doen, durf of de waarheid, ging een jonge knul genaamd Tad Stone, het huis binnen. Allen werden nooit meer terug gezien.

## Spellen
| Uitgave    | Titel                    | Platform(en)                 | Opmerking                                              |
| ---------- | ------------------------ | ---------------------------- | ------------------------------------------------------ |
| 1993       | The 7th Guest            | DOS, Windows, MAC, cd-i, iOS |                                                        |
| 1995       | The 11th Hour            | DOS, Windows, MAC, iOS       |                                                        |
| 1996       | Uncle Henry's Playhouse  | DOS, Windows, MAC            |                                                        |
| 2011       | The 7th Guest: Infection | iOS                          |                                                        |
| 31-10-2019 | The 13th Doll            | Windows                      | Ontwikkeld (met goedkeuring door Trilobyte) door fans. |

De visuele vertolking, gespeeld door Robert Hirschboeck, komt enkel voor in The 7th Guest en The 11th Hour. In de andere spellen wordt er enkel verteld over Henry Stauf. Meerdere malen trachtte Trilobyte een nieuw spel in de serie te ontwikkelen. Deze projecten werden echter, wegens geldgebrek, elke keer gestopt. In 2011 bevestigde Trilobyte, door middel van de veelgestelde vragen pagina op hun website, dat ze bezig zijn met nieuwe projecten omtrent Henry Stauf.